# Chillstep
Chillstep (ook wel liquid dubstep of soft dubstep) is een subgenre dat geëvolueerd is uit dubstep. Chillstep is langzamer en melodischer dan dubstep. Enkele promotiekanalen, waaronder Liquicy Dubstep, MOR Network en OnlyChillstep, zijn op Youtube te vinden.